# Буран (РСЗО)
«Буран» (укр. Буревій) — реактивная система залпового огня калибром 220 мм. Разработана ГП «Шепетовский ремонтный завод» для замены БМ-27 «Ураган» .

## История
Огневые испытания прошли в ноябре 2020 года.
В декабре 2021 года Государственное предприятие «Шепетовский ремонтный завод» получило партию шасси Tatra T815-7 для выпуска новой украинской 220-мм реактивной системы залпового огня «Буран».

## Характеристики
Калибр РСЗО «Буран» 220-мм и может использовать все имеющиеся реактивные снаряды для РСЗО «Ураган», а также новые, с увеличенной с 35 до 65 км дальностью уничтожения целей, разрабатываемых КБ «Южным» в рамках программы «Тайфун-2» .
Разведывательно-ударный контур
Система оснащена цифровой системой управления огнём, включая систему обмена информацией на поле боя. Это позволяет включить «Буран» в единый разведывательно-ударный контур, когда информация от средств разведки, например БПЛА, в режиме онлайн передаётся на средства поражения. Это значительно сокращает время от обнаружения целей до их уничтожения .
«Буран» размещён на шасси Т815-7Т3RC1 8×8 производства компании Tatra . Максимальная скорость по шоссе составляет более 100 км/ч .
Шасси от базовой версии отличаются бронированной кабиной, оборудованными местами для крепления радиостанций и личного оружия. Вместо полуавтоматической чешской коробки от Tatra была установлена автоматическая трансмиссия Allison .
Ещё одной особенностью является дополнительный энергоагрегат, позволяющий экономить ресурс основного дизельного двигателя (мощность 300 кВт, максимальный крутящий момент 2100 Нм) .

## Оценки
РСЗО эффективна для ударов по площадным целям, имеет высокую точность наведения, позволяет обнаруживать живую силу противника, военную технику, радары, батареи ПВО и другие площадные цели, нанося удар одиночной ракетой или полным залпом. Полный залп РСЗО может охватывать площадь около 4.3 га.

## Боевое применение

### Российско-украинская война
Используется ВСУ в ходе отражения вторжения
В июне 2022 появились видео системы на позициях украинских военных . Впоследствии было распространено и видео боевого применения установки .
В начале июля было распространено ещё одно видео боевого применения установки